# 唐·伯克
唐·伯克OAM（1947年7月16日—），澳洲電視節目主持人、製片人和園藝作家，憑藉在九號電視網連續播映了17年的電視節目《伯克的後院》而聞名。在2004年，他被列入澳洲50名最賺錢藝人之一，年收入達720萬澳幣。他在2010年穫頒贈澳大利亞勳位獎章。

## 性騷擾指控
2017年，澳洲女記者特蕾西·斯派塞在推特發言，聲稱自己正調查一連串在澳洲藝能界發生的性騷擾案件，而唐·伯克的名字卻不斷地出現。同年11月26日，澳大利亚广播公司及悉尼先驱晨报聯合發報了一篇文章聲稱唐·伯克在其電視生涯中曾經性骚扰、性侵犯及霸凌女性。報告引述了不少疑似女受害人及男女目擊者的供詞，當中九號電視網的前高層大衛·萊基更將他與美國製片人哈維·溫斯坦作比較（溫斯坦效應 ）。及後，不少女星包括蘇茜·奧尼爾、凱里-安妮·肯納利、迪·莫里西、黛布拉·拜恩、托蒂·戈德史密斯等，都紛紛出來憶述她們所觀察到的不良行為。
11月27日，伯克接受澳大利亚广播公司時事節目《A Current Affair》的訪問，談及自己過往曾經有過數段婚外情，為此他會對家人致歉。他認為他從前職業生涯中的完美主義和強硬管理可能令他到處樹敵，而各女性對他的指控都是出於對他的不滿或憎恨。他說他是阿斯伯格綜合症患者，有時在言談之間得罪了別人都不自知。他的製作公司CTC Proudtions前常務董事邁克爾·弗里德曼證實伯克有一個怪異的幽默感，他所說的笑話有時會太過下流或色情，而伯克的太太亦不止一次對他作出提點。